# مقاطعة أوريغون
ولاية أوريغون كانت مقاطعة كبيرة في شمال غرب المحيط الهادئ من أمريكا الشمالية والتي كانت عرضة لنزاع طويل بين المملكة المتحدة والولايات المتحدة في أوائل القرن التاسع عشر. تتكون المنطقة التي أنشئت  بموجب معاهدة عام 1818، من الأرض الواقعة شمال خط عرض 42 درجة شمالاً وجنوب خط عرض 54 درجة 40 درجة شمالاً وغرب جبال روكي نزولاً إلى المحيط الهادئ وشرقاً إلى الفجوة القارية. أعطت المادة الثالثة من معاهدة 1818 سيطرة مشتركة لكلا البلدين لمدة عشر سنوات وسمحت بالمطالبة بالأرض وضمنت حرية الملاحة لجميع التجارة التجارية. عارض كلا البلدين شروط المعاهدة الدولية. كان اسم بلد أوريغون هو الاسم الأمريكي بينما استخدم البريطانيون مقاطعة كولومبيا للمنطقة.
دخل تجار الفراء الكنديون البريطانيون والفرنسيون دولة أوريغون قبل عام 1810 قبل وصول المستوطنين الأمريكيين من منتصف ثلاثينيات القرن التاسع عشر فصاعدًا مما أدى إلى تأسيس حكومة أوريغون المؤقتة. كانت مناطقها الساحلية الواقعة شمال نهر كولومبيا ترتادها سفن من جميع الدول التي تعمل في تجارة الفراء البحرية حيث كانت العديد من السفن بين تسعينيات القرن التاسع عشر وعشر القرن التاسع عشر قادمة من بوسطن. شركة خليج هدسون التي تضم إدارتها كولومبيا معظم أراضي ولاية أوريغون وشمالًا إلى كاليدونيا الجديدة وما وراء 54 ° 40′ شمالًا مع وصول عملياتها إلى روافد نهر يوكون قامت بإدارة وتمثيل المصالح البريطانية في المنطقة.